# Поша (деревня)
Поша — исчезнувшая деревня на территории современного Чайковского городского округа Пермского края России. 
Располагалась на левом берегу реки Поша, в трёх километрах к востоку от деревни Жигалки и в 20 км к юго-востоку от города Чайковский. 
Впервые упоминается в 1782 году. С 1924 по 1982 год деревня входила в Заводо-Михайловский сельский совет, после была передана в Фокинский сельсовет.
По данным на 1963 год, в деревне проживало 156 человек. По данным на 1981 год эта деревня уже отсутствует.